# Dánia nagysebességű vasúti közlekedése

Dánia meglévő és tervezett nagysebességű vasútvonalai

Dániában az első nagysebességű vasútvonal a Koppenhága–Ringsted-vasútvonal volt, amely 2018 végén készült el és 2019-ben indult meg rajta a forgalom. Jelenleg további nagysebességű vonalakat terveznek az országban.
Mivel a nagysebességű vonatok Dániában nem érik el a 200 km/h-t, ezért helyesebb nagyobb sebességű vasútnak nevezni.
A dániai közlekedésre vonatkozó hosszú távú zöld terv részeként 2008 decemberében az akkori kormány nagysebességű stratégiát mutatott be a városok közötti vonatközlekedésre, amelyet Óramodellnek (dánul: Timemodellen) neveztek el. A stratégia tartalmazza a menetidő egy órára csökkentését a Dánia négy legnagyobb városát összekötő három összeköttetésen (Koppenhága-Odense-Aarhus-Aalborg), ezáltal a Koppenhága és Aalborg közötti teljes utazási idő körülbelül 4 és fél óráról 3 órára csökken. 2019-ben nyílt meg az Óramodell első része, a Koppenhága és Ringsted közötti új nagysebességű vonal.
Az Óramodell első három szakaszának megvalósulása után Esbjerg és Herning felé bővülhet.
2013. március 1-jén a kormány közzétette az Óramodell teljesítésére, valamint a fővonalak villamosítására vonatkozó javaslatát. A javaslatban szerepel egy 27,5 milliárd dán korona értékű alap, a Togfonden DK (dánul: Train Fund DK) létrehozása, amely az északi-tengeri olajipari tevékenységekből származó adókon alapul. 2013. szeptember 17-én az Enhedslisten és a Dansk Folkeparti politikai megállapodásban támogatta a finanszírozást, amikor a lehetséges eredményt 28,5 milliárd dán koronára módosították.
2014. január 14-én a finanszírozás mögött álló pártok közzétették az alap elköltéséről szóló megállapodást, amelyben 14,8 milliárd dán koronáról 14,8 milliárd dán koronát fordítanak az Óramodell megvalósítására.